# Triazolobenzodiazepina

Estrutura química do alprazolam, uma triazolobenzodiazepina comum

Triazolobenzodiazepinas (TBZD) são uma classe farmacológica de drogas derivadas das benzodiazepinas (BZD). Sua estrutura química diferem de benzodiazepinas por serem fundidas a um anel triazol adicional.
Exemplos de triazolobenzodiazepinas incluem:
- Adinazolam
- Alprazolam
- Clonazolam
- Estazolam
- Flualprazolam
- Flubromazolam
- Nitrazolam
- Pirazolam
- Triazolam
- Zapizolam

## Síntese
A síntese de 1-metiltriazolobenzodiazepinas é possível aquecendo 1,4-benzodiazepin-2-tionas com hidrazina e ácido acético em n-butanol sob refluxo.